# موبايل سوت كاندام
موبايل سوت كاندام (بالإنجليزية: Mobile Suit Gundam)‏ ( باللغة اليابانية 機動戦士ガンダム ) هو مسلسل انمي تلفزيوني. تم بث هذه السلسلة المكونة من 43 حلقة لأول مرة من 7 أبريل 1979 إلى 26 يناير 1980 على إذاعة ناغويا في اليابان. كان هذا هو اول انتاجات سلسلة كاندام ، الذي أنتج له العديد من التكميلات والعروض الفرعية.